# Le Vilain Petit Canard (Prokofiev)
Pour les articles homonymes, voir Le Vilain Petit Canard (homonymie).
Le Vilain Petit Canard, op. 18, est un conte musical pour enfants de Sergueï Prokofiev composé en 1914, d'après le conte éponyme de Hans Christian Andersen.

## Présentation
Le Vilain Petit Canard est composé par Serge Prokofiev en 1914. 
Pour le compositeur, il s'agit d'« une énorme romance d'une quinzaine de pages sur le conte d'Andersen ». La partition est initialement écrite pour mezzo-soprano et piano, avant d'être remaniée en 1932 pour une tessiture vocale plus aigüe et d'être orchestrée. Cette nouvelle version sera chantée par la première épouse de Prokofiev, Lina Llubera.
L’œuvre est un récit mis en musique qui reprend la trame du conte d'Andersen, adapté par Nina Meshchersky : un caneton particulièrement laid sort d'un œuf ; il ne ressemble à aucun autre et devient alors le souffre-douleur de tous avant de rencontrer un jour un groupe de cygnes et de se reconnaître en eux en voyant son reflet dans l'eau. Pour plusieurs commentateurs, l'histoire du vilain petit canard qui se révèle être un magnifique cygne, parabole autobiographique pour Andersen, s'applique aussi parfaitement à Prokofiev,,. 
L'écriture musicale est très descriptive et use de divers procédés : trémolos pour reproduire le haut-le-cœur de la cane qui se demande si son rejeton n'est pas un dindonneau, acciacature répétée ostensiblement sur une note (ré) pour signifier les tremblements de peur du caneton réfugié dans les roseaux au moment de la chasse, la saison hivernale évoquée musicalement en opposition de registres, les glissements de gammes cristallines pour évoquer le reflet dans l'eau du caneton, la « majesté lyrique de l'apparition des cygnes ». 
Le musicologue André Lischke loue l'écriture vocale de la partition, qui « passe avec souplesse du pur récitatif à la cantilène, suivant constamment la prosodie et la sémantique du texte, et l'illustrant avec humour, réalisme ou sensibilité ».
Le Vilain Petit Canard, catalogué opus 18 et d'une durée moyenne de 12 minutes environ,, a été créé à Petrograd le 17 janvier 1915, interprété par Anna Zherebtsova-Andreyeva (ru) avec Prokofiev lui-même au piano.